# Pustułka seszelska
Pustułka seszelska (Falco araeus) – gatunek małego ptaka drapieżnego z rodziny sokołowatych (Falconidae). To endemiczny gatunek dla Seszeli, na których jest jedynym dziennym ptasim drapieżnikiem. W seszelskim języku kreolskim określa się go mianem Katiti po jego głośnym, przenikliwym głosie.

## Charakterystyka
To najmniejszy gatunek pustułki – ma 18–23 cm długości oraz 40–45 cm rozpiętości skrzydeł. Skrzydła są dość krótkie i na końcach zaokrąglone. Górna część ciała dorosłych samców jest rudawobrązowa z czarnymi plamkami, podczas gdy dolna nieplamkowana i ciemnożółta. Głowa i kuper mają ciemną niebiesko-szarą barwę. Ogon jest również niebiesko-szary, ale posiada czarne paski. Dziób jest czarny, a stopy i woskówka są żółte. Samice wyglądają podobnie do samców, ale są nieco większe i bardziej matowe (jaśniejsze). Osobniki młodociane mają brązową, łuskowatą głowę z plamkami na piersiach i płowożółte końcówki sterówek.

## Środowisko
Spotkać go można w lasach, buszu i obszarach rolnych oraz w pobliżu skalistych zboczy i domostw. Rzadko zawisa w powietrzu. Zamiast tego poluje poprzez siadanie na wyeksponowanych gałęziach i czekanie na ofiarę. Gdy wybierze odpowiednią, lotem nurkowym chwyta ją. Jaszczurki, zwłaszcza gekony zielone z rodzaju Phelsuma i jaszczurki Mabuya stanowią 92% ich diety. Czasem polują też na małe ptaki, żaby, szczury i owady.
Terytorium lęgowe obejmuje prawie 40 ha – to najmniejsza powierzchnia zajmowana przez ptasiego drapieżnika. Okres lęgowy trwa od sierpnia do października. Gniazda umieszczają na klifach, drzewach i budynkach. Stanowi je proste zagłębienie wyskrobane szponami, bez użycia dodatkowych materiałów na gniazdo. Samica składa 2–3 białe jaja z brązowymi plamkami. Wysiadywane są 28–31 dni. Młode ptaki stają się lotne po 35–42 dniach i od tego czasu trzymają się z rodzicami jeszcze przez kolejnych 14 tygodni.

## Status i ochrona
Międzynarodowa Unia Ochrony Przyrody (IUCN) uznaje pustułkę seszelską za gatunek narażony (VU – vulnerable) nieprzerwanie od 1994 roku. Liczebność populacji szacuje się na około 800 ptaków, co odpowiada w przybliżeniu 530 ptakom dorosłym; trend liczebności uznaje się za stabilny.
Gniazdowanie prowadzone na nizinach kończy się wysokim poziomem niepowodzeń, w 70–80% przypadków. Rozmnażał się prawdopodobnie na całych obszarze granitowych centralnych Seszeli, ale obecnie wiadomo, że lęgnie się jedynie na wybranych wyspach Seszeli – Mahé, Silhouette, na Wyspie Północnej, Praslin i paru innych sąsiednich wyspach. Na wyspie Praslin w 1977 roku dokonano reintrodukcji tej pustułki.
Uważa się, że za zmniejszanie liczby pustułek seszelskich odpowiada niszczenie naturalnych siedlisk w wyniku wycinki drzew, rozwoju osadnictwa i pożarów, jak również grabież jaj i młodych oraz konkurencja z gatunkami introdukowanymi tu przez człowieka. Szczury, koty i płomykówki obniżyły liczebność jaszczurek, od których zależy populacja pustułek. Poza tym gatunki te podbierają jaja i pisklęta. Płomykówka i majna brunatna często zajmują miejsca gniazdowania właściwe dla pustułki.
Obecnie prześladowania ze strony człowieka zdarzają się rzadko. W przeszłości pustułki seszelskie zabijano ze względu na posądzenia o porywanie kurcząt i przesądy, które mówiły, że są omenami śmierci.